# Мананников (хутор)
 Мананников  — хутор в Октябрьском районе Оренбургской области. Входит в состав Краснооктябрьского сельсовета.

## География
Находится на расстоянии примерно 4 километра по прямой на юг от села Октябрьского, административного центра района.

## Население
Население составляло 15 человек в 2002 году (казахи 100%), 6 по переписи 2010 года.